# Чемпіонат світу з легкої атлетики 2017 — біг на 10000 метрів (чоловіки)

Фініш

Змагання з бігу на 10000 метрів серед чоловіків на Чемпіонаті світу з легкої атлетики 2017 у Лондоні проходили 4 серпня на Олімпійському стадіоні.

## Рекорди
На початок змагань основні рекордні результати були такими:
| WR | Кененіса Бекеле Ефіопія | 26.17,53 | Брюссель Бельгія   | 26 серпня 2005 |
| CR | Кененіса Бекеле Ефіопія | 26.46,31 | Берлін Німеччина   | 17 серпня 2009 |
| WL | Абаді Хадіс Ефіопія     | 27.08,26 | Генгело Нідерланди | 11 червня 2017 |

Під час змагань був встановлений наступний рекордний результат:
| WL | Мо Фара Велика Британія | 26.49,51 | Лондон Велика Британія | 4 серпня 2017 |

## Розклад
| Дата          | Час початку | Стадія |
| ------------- | ----------- | ------ |
| 4 серпня 2017 | 21:20       | Фінал  |

Вказаний місцевий час (UTC+0)

## Результати

### Фінал
| Місце | Атлет                    | Країна          | Час      | Примітки |
| ----- | ------------------------ | --------------- | -------- | -------- |
| 1     | Мо Фара                  | Велика Британія | 26.49,51 | WL       |
| 2     | Джошуа Чептегеї          | Уганда          | 26.49,94 | PB       |
| 3     | Пол Тануї                | Кенія           | 26.50,60 | SB       |
| 4     | Бедан Карокі Мучирі      | Кенія           | 26.52,12 | PB       |
| 5     | Джемаль Їмер             | Ефіопія         | 26.56,11 | PB       |
| 6     | Джеффрі Кіпсанг Камворор | Кенія           | 26.57,77 | SB       |
| 7     | Абаді Хадіс              | Ефіопія         | 26.59,19 | SB       |
| 8     | Мохаммед Ахмед           | Канада          | 27.02,35 | NR       |
| 9     | Шадрак Кіпчирчир         | США             | 27.07,55 | PB       |
| 10    | Андамлак Беліху          | Ефіопія         | 27.08,94 | PB       |
| 11    | Арон Кіфле               | Еритрея         | 27.09,92 | PB       |
| 12    | Абрахам Черобен          | Бахрейн         | 27.11,08 | NR       |
| 13    | Леонард Ессау Корір      | США             | 27.20,18 | PB       |
| 14    | Тімоті Тороїтич          | Уганда          | 27.21,09 | PB       |
| 15    | Хассан Мід               | США             | 27.32,49 | PB       |
| 16    | Зейн Робертсон           | Нова Зеландія   | 27.48,59 | SB       |
| 17    | Хіскель Тевельде         | Еритрея         | 27.49,62 | SB       |
| 18    | Мозес Мартін Куронг      | Уганда          | 27.50,71 | PB       |
| 19    | Онесфоре Нзиквинкунда    | Бурунді         | 28.09,09 | PB       |
| 20    | Стівен Мокока            | ПАР             | 28.14,67 | SB       |
| 21    | Байрон П'єдра            | Еквадор         | 28.50,72 | SB       |
| 22    | Патрік Тірнен            | Австралія       | 29.23,72 |          |
| -     | Нгусе Амлосом            | Еритрея         | DNF      |          |
| -     | Полат Кембой Арікан      | Туреччина       | DNF      |          |